# Uonuma
Uonuma (魚沼市?) è una città giapponese della prefettura di Niigata.